# Três Cantos: Ao Vivo
Três Cantos: Ao Vivo foi um espectáculo de Fausto, José Mário Branco e Sérgio Godinho. O concerto foi apresentado numa série de quatro datas, no ano de 2009: 22 e 23 de Outubro no Campo Pequeno, em Lisboa, e a 31 de Outubro e 1 de Novembro, no Coliseu do Porto. Os concertos de Lisboa foram, mais tarde, editados em formato álbum. O lançamento contou com uma edição especial que incluía um livro de 44 páginas, um DVD com a gravação do espectáculo e  um outro DVD com um documentário intitulado Tudo Faz Parte, sobre o trajecto de cada músico até aos espectáculos.  O álbum alcançou a certificação de Platina, em Portugal, por vendas superiores a 20 mil unidades.